# Séamus Cullimore
Séamus Cullimore (* 22. Juli 1954 im County Wexford, Irland) ist ein früherer irischer Politiker der Fianna Fáil. Er war von 1987 bis 1989 Mitglied im Seanad Éireann und von 1989 bis 1992 Teachta Dála (abgeordneter) im Dáil Éireann, dem irischen Unterhaus.
Cullimore ist Unternehmer und Immobilienentwickler. Er pflegte zeit seines Lebens eine enge Freundschaft mit Charles Haughey.
1987 wurde Cullimore von Taoiseach Haughey für den Seanad Éireann nominiert. Er trat dann bei den Wahlen zum Dáil Éireann 1989 an und wurde im Wahlkreis Wexford gewählt. Allerdings verlor er seinen Sitz bei den Wahlen 1992 wieder.